# ビエル・リバス
ビエル・リバス (Biel Ribas) こと、ガブリエル・リバス・ロデナス (Gabriel Ribas Ródenas 1985年12月2日 - ) は、スペイン・バレアレス諸島州パルマ・デ・マヨルカ出身のサッカー選手。セグンダ・ディビシオンB・UCAMムルシアCF所属。ポジションはGK。

## タイトル

### チームタイトル

#### クラブ
- UEFAヨーロッパリーグ
  - 2006-2007
- コパ・デル・レイ
  - 2005-2006
- セグンダ・ディビシオンB
  - 2006-2007

#### スペイン代表
- UEFA U-19欧州選手権2004